# پازانی (فیلم ۱۹۶۵)
پازانی (انگلیسی: Pazhani) یک فیلم درام به زبان تامیلی و به کارگردانی ای. بیمسینگ است. بازیگران اصلی فیلم، سیواجی گانسان، اس.اس.راجندران، آر. موتورامن و دویکا هستند. این فیلم در روز ۱۴ ژانویه ۱۹۶۵ به اکران درآمد. از نظر منتقدان فیلم موفقی بود و در جایزه فیلم ملی برای بهترین فیلم بلند در تامیل در بخش گواهینامه شایستگی، برنده شد. این فیلم یک بازساخته ای از فیلم زبان کنادا به نام اهدای زمین (Bhoodana) بود.